# 豬哥壹級棒
《豬哥壹級棒》是豬哥亮與苗可麗主持的壹電視綜合台大型綜藝節目，時羽傳播製作，是豬哥亮第一次以高畫質電視訊號製播的大型綜藝節目，也是第一次豬哥亮與苗可麗搭擋主持的節目，2011年9月19日開播，已停播，在台灣以及其他國家的收視率都創造了一些佳績。《豬哥壹級棒》也是壹電視目前最高收視率的大型綜藝節目。

## 外部連結
- YouTube上的豬哥壹級棒播放列表